# Schillerdenkmal (Tongling)
Das Schillerdenkmal in Tongling in der chinesischen Provinz Anhui ist eine Kopie der berühmten Büste des Bildhauers Johann Heinrich Dannecker (1758–1841) und wurde am Ufer des Tianjinhu-Sees im Stadtgebiet von Tongling errichtet. Es erinnert an die Städtepartnerstadt zwischen Tongling und der Geburtsstadt Friedrich Schillers Marbach am Neckar.

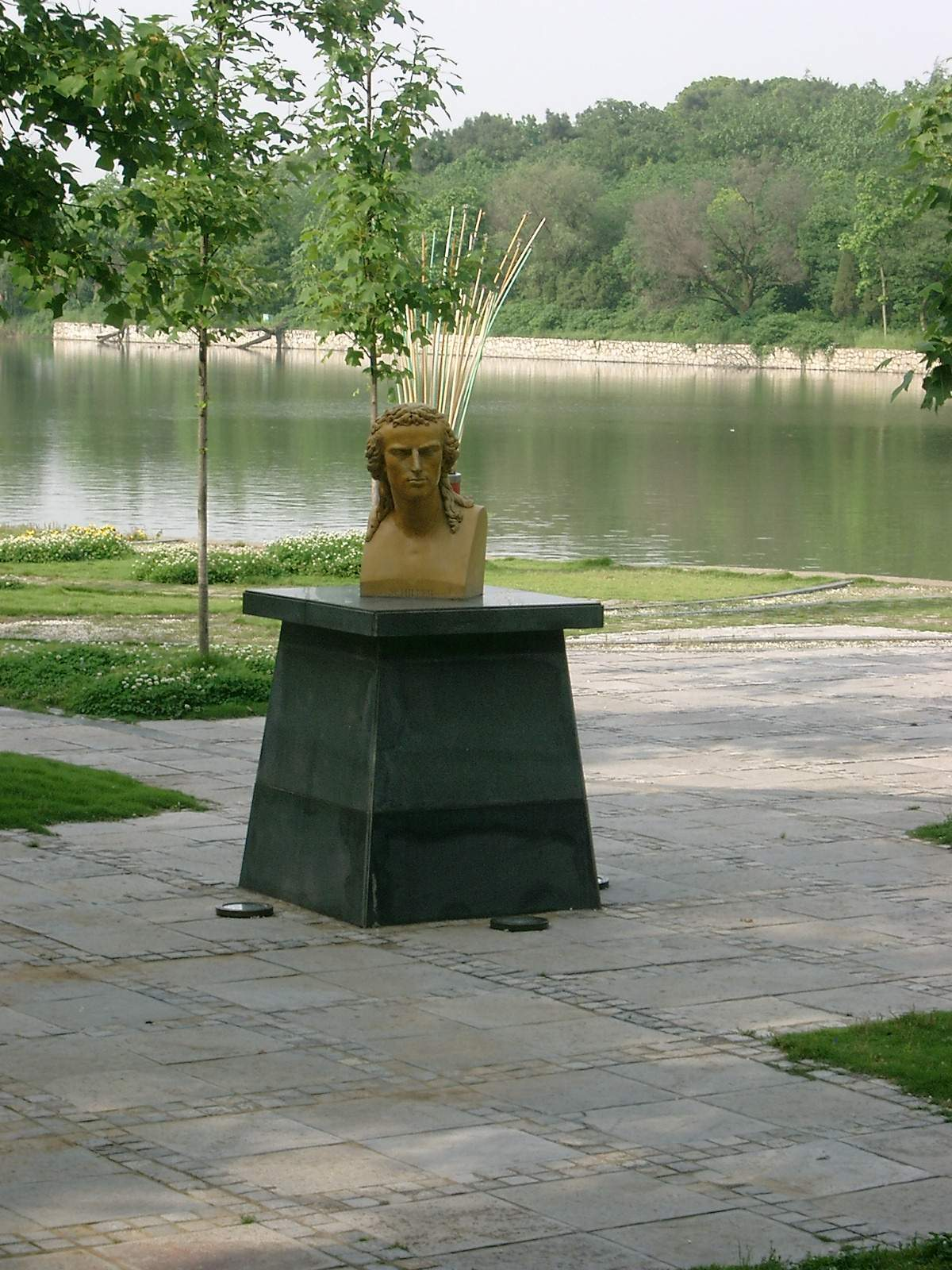
Schillerdenkmal in Tongling
Gedenktafel neben der Büste

Das Denkmal steht am gegenüberliegenden Ufer des neu errichteten Rathauses der Stadt und ist von Blumenbeeten umgeben. Eine Gedenktafel in Deutsch und Chinesisch erinnert an die Städtepartnerschaft.
Koordinaten: 30° 56′ 50,26″ N, 117° 48′ 4,76″ O